# Coppa Svizzera 2017-2018
La Coppa Svizzera 2017-2018, nota come Helvetia Coppa Svizzera 2017-2018 per motivi di sponsorizzazione, è stata la 93ª edizione della manifestazione calcistica. È iniziata il 12 agosto 2017 e si è conclusa il 27 maggio 2018.
Lo Zurigo ha vinto la competizione per la decima volta nella sua storia.

## Formula
Le 10 squadre di Super League e le 9 di Challenge League (il Vaduz non ha il diritto di partecipare in quanto partecipa già alla Coppa del Liechtenstein) sono qualificate direttamente alla competizione. Ad esse si aggiungono 18 squadre della Prima Lega (Promotion League e 1ª Lega), 26 dalla Lega Amatori e la vincitrice del Suva Fairplay-Trophy, cioè la squadra dei campionati regionali che ha subito il minor numero di sanzioni disciplinari.

## Squadre partecipanti
| Basilea      |
| Grasshoppers |
| Losanna      |
| Lucerna      |
| Lugano       |
| San Gallo    |
| Sion         |
| Thun         |
| Young Boys   |
| Zurigo       |

| Aarau           |
| Chiasso         |
| Neuchâtel Xamax |
| Rapperswil-Jona |
| Sciaffusa       |
| Servette        |
| Wil             |
| Winterthur      |
| Wohlen          |

| Bavois               |
| Breitenrain          |
| Brühl                |
| Köniz                |
| Kriens               |
| Old Boys Basilea     |
| Stade Lausanne-Ouchy |
| Stade Nyonnais       |
| YF Juventus          |

| Baden               |
| Bassecourt          |
| Delémont            |
| Düdingen            |
| Echallens           |
| Kosova Zurigo       |
| Münsingen           |
| Schötz              |
| Wettswil-Bonstetten |

| Altdorf       |
| Bienne        |
| Bulle         |
| Chippis       |
| CS Interstar  |
| Hergiswil     |
| Kreuzlingen   |
| Linth 04      |
| Locarno       |
| Pajde         |
| Romontois     |
| Rüti          |
| Stade Payerne |
| Taverne       |

| 2. Lega            |
| ------------------ |
| Arbon              |
| Bassersdorf        |
| Bellach            |
| Béroche-Gorgier    |
| Concordia Basilea  |
| Gambarogno-Contone |
| Gränichen          |
| Malley             |
| Vernier            |
| Wängi              |
| Wyler              |
| 3. Lega            |
| Hausen a/A         |
| 5. Lega            |
| Montfaucon         |

## Date
| Turno                   | Data                    |
| ----------------------- | ----------------------- |
| Trentaduesimi di finale | 12-13 agosto 2017       |
| Sedicesimi di finale    | 15-16-17 settembre 2017 |
| Ottavi di finale        | 25-26 ottobre 2017      |
| Quarti di finale        | 29-30 novembre 2017     |
| Semifinali              | 27-28 febbraio 2018     |
| Finale                  | 27 maggio 2018          |

## Calendario

### Trentaduesimi di finale
I club di Super League e Challenge League sono teste di serie, pertanto non si possono affrontare direttamente. La squadra di lega inferiore ha il diritto di giocare in casa.
| Squadra 1           | Risultato       | Squadra 2            |
| ------------------- | --------------- | -------------------- |
| 12 agosto 2017      |                 |                      |
| Montfaucon          | 0 - 21          | Neuchâtel Xamax      |
| Bassersdorf         | 2 - 1 (dts)     | Taverne              |
| Stade Payerne       | 1 - 2           | Thun                 |
| Brühl               | 0 - 1 (dts)     | Chiasso              |
| Bienne              | 3 - 1           | Bavois               |
| Linth 04            | 4 - 0           | Wohlen               |
| Altdorf             | 0 - 6           | Servette             |
| Breitenrain         | 0 - 3           | Young Boys           |
| Vernier             | 0 - 3           | Stade Nyonnais       |
| Kriens              | 0 - 1           | Lucerna              |
| Arbon               | 0 - 7           | Wil                  |
| Concordia Basilea   | 2 - 7           | Old Boys Basilea     |
| Wängi               | 0 - 1           | Delémont             |
| Hausen a/A          | 1 - 5           | Hergiswil            |
| Malley              | 0 - 14          | Stade Lausanne-Ouchy |
| Bellach             | 0 - 4           | Köniz                |
| Bassecourt          | 0 - 6           | Lugano               |
| CS Interstar        | 2 - 2 (6-7 dcr) | Schötz               |
| Pajde               | 1 - 3           | Losanna              |
| 13 agosto 2017      |                 |                      |
| Gränichen           | 1 - 9           | Sion                 |
| Wettswil-Bonstetten | 0 - 2           | Basilea              |
| Kreuzlingen         | 3 - 4           | Rapperswil-Jona      |
| Chippis             | 0 - 10          | Zurigo               |
| Münsingen           | 5 - 1           | Düdingen             |
| Rüti                | 0 - 5           | Sciaffusa            |
| Romontois           | 0 - 10          | Grasshoppers         |
| Béroche-Gorgier     | 1 - 4 (dts)     | Kosova Zurigo        |
| Bulle               | 1 - 2 (dts)     | YF Juventus          |
| Wyler               | 2 - 2 (6-7 dcr) | Locarno              |
| Echallens           | 2 - 1           | Aarau                |
| Baden               | 3 - 8           | San Gallo            |
| Gambarogno-Contone  | 1 - 6           | Winterthur           |

### Sedicesimi di finale
I club della Super League sono teste di serie e pertanto non possono affrontarssi direttamente. La squadra di lega inferiore beneficia del vantaggio di giocare in casa.
| Squadra 1            | Risultato       | Squadra 2       |
| -------------------- | --------------- | --------------- |
| 15 settembre 2017    |                 |                 |
| Hergiswil            | 1 - 3           | Schötz          |
| 16 settembre 2017    |                 |                 |
| YF Juventus          | 1 - 3           | Losanna         |
| Stade Lausanne-Ouchy | 2 - 1 (dts)     | Sion            |
| Bassersdorf          | 0 - 3           | Zurigo          |
| Münsingen            | 1 - 0           | Sciaffusa       |
| Servette             | 0 - 1           | Lucerna         |
| Kosova Zurigo        | 1 - 3           | Rapperswil-Jona |
| Locarno              | 1 - 4           | Stade Nyonnais  |
| 17 settembre 2017    |                 |                 |
| Linth 04             | 1 - 1 (4-5 dtr) | San Gallo       |
| Delémont             | 4 - 2           | Winterthur      |
| Köniz                | 0 - 1           | Lugano          |
| Old Boys Basilea     | 0 - 4           | Young Boys      |
| Wil                  | 0 - 3           | Thun            |
| Bienne               | 0 - 5           | Grasshoppers    |
| Echallens            | 3 - 2 (dts)     | Neuchâtel Xamax |
| Chiasso              | 0 - 1           | Basilea         |

### Ottavi di finale
Non vi sono teste di serie. Le squadre delle leghe inferiori beneficiano del vantaggio di giocare in casa.
| Squadra 1            | Risultato   | Squadra 2    |
| -------------------- | ----------- | ------------ |
| 24 ottobre 2017      |             |              |
| Stade Lausanne-Ouchy | 1 - 4       | Zurigo       |
| 25 ottobre 2017      |             |              |
| Stade Nyonnais       | 1 - 3       | Thun         |
| Münsingen            | 0 - 3       | Young Boys   |
| Rapperswil-Jona      | 1 - 2       | Basilea      |
| Losanna              | 0 - 1       | Grasshoppers |
| 26 ottobre 2017      |             |              |
| Schötz               | 2 - 3 (dts) | Lugano       |
| Echallens            | 2 - 3       | Lucerna      |
| Delémont             | 1 - 2       | San Gallo    |

### Quarti di finale
Non vi sono teste di serie. Le squadre delle leghe inferiori beneficiano del vantaggio di giocare in casa.
| Squadra 1        | Risultato       | Squadra 2    |
| ---------------- | --------------- | ------------ |
| 29 novembre 2017 |                 |              |
| Zurigo           | 4 - 3           | Thun         |
| Basilea          | 2 - 1           | Lucerna      |
| 30 novembre 2017 |                 |              |
| Young Boys       | 2 - 1           | San Gallo    |
| Lugano           | 0 - 0 (1-3 dtr) | Grasshoppers |

### Semifinali
| Squadra 1        | Risultato | Squadra 2    |
| ---------------- | --------- | ------------ |
| 27 febbraio 2018 |           |              |
| Young Boys       | 2 - 0     | Basilea      |
| 28 febbraio 2018 |           |              |
| Zurigo           | 2 - 1     | Grasshoppers |

### Finale
| Arbitro: | Jaccottet |

|                         |           |               |
| Frey 11’ Marchesano 74’ | Marcatori | 80’ Sulejmani |